# Eduardo Eurnekian
Eduardo Eurnekian est un homme d'affaires argentin d'origine arménienne.
Il a créé un empire des médias dans les années 1990, est à la tête d'un consortium qui possède 76 aéroports dans le monde, principalement en Argentine, en Amérique du Sud et en Arménie.